# Actia rufibasis
Actia rufibasis är en tvåvingeart som beskrevs av Belanovsky 1953. Actia rufibasis ingår i släktet Actia och familjen parasitflugor. Inga underarter finns listade i Catalogue of Life.